# The Flame Within
The Flame Within es el segundo álbum de estudio de Stream of Passion lanzado el 27 de mayo del 2009 con Napalm Records. Es el álbum que sigue a su disco debut Embrace the Storm.

## Lista de canciones
| N.º | Título                      | Duración |  |
| 1.  | «The Art Of Loss»           | 3:57     |  |
| 2.  | «In The End»                | 4:01     |  |
| 3.  | «Now Or Never»              | 4:13     |  |
| 4.  | «When You Hurt Me The Most» | 4:46     |  |
| 5.  | «Run Away»                  | 4:16     |  |
| 6.  | «Games We Play»             | 4:02     |  |
| 7.  | «This Endless Night»        | 4:20     |  |
| 8.  | «My Leader»                 | 4:53     |  |
| 9.  | «Burn My Pain»              | 4:18     |  |
| 10. | «Let Me In»                 | 3:32     |  |
| 11. | «Street Spirit»             | 5:52     |  |
| 12. | «A Part Of You»             | 4:48     |  |
| 13. | «All I Know»                | 2:12     |  |

## Lanzamiento por país
| País           | Date                                      |
| -------------- | ----------------------------------------- |
| Finlandia      | 27 de mayo de 2009                        |
| España         | 27 de mayo de 2009                        |
| Benelux        | 29 de mayo de 2009                        |
| Francia        | 29 de mayo de 2009                        |
| Italia         | 29 de mayo de 2009                        |
| Suecia         | 29 de mayo de 2009                        |
| Europa         | 1° de junio de 2009                       |
| Estados Unidos | 2 de junio de 2009 (Por Rykodisc Records) |
| Canadá         | 2 de junio de 2009 (Por Rykodisc Records) |